# 1306 Scythia
Scythia (asteróide 1306) é um asteróide da cintura principal com um diâmetro de 67,14 quilómetros, a 2,8427483 UA. Possui uma excentricidade de 0,096918 e um período orbital de 2 039,92 dias (5,59 anos).
Scythia tem uma velocidade orbital média de 16,78754255 km/s e uma inclinação de 14,91028º.
Esse asteróide foi descoberto em 22 de Julho de 1930 por Grigory Neujmin.